# Роопкунд
Роопкунд (санскр. रूपकुण्ड), також відоме як Озеро Скелетів (санскр. कंकाल झील) — невелике високогірне льодовикове озеро в Гімалаях, на території індійського штату Уттаракханд.

## Опис
Невелике льодовикове озеро лежить на висоті 5029 м н.р.м. (за іншими даними — 4778 м) у гірській системі Гімалаї. Територіально повністю знаходиться у штаті Уттаракханд, Індія. Більшу частину року вкрито кригою. З 1982 року, з моменту утворення національного парку Нанда-Деві, є його частиною.

## Скелети

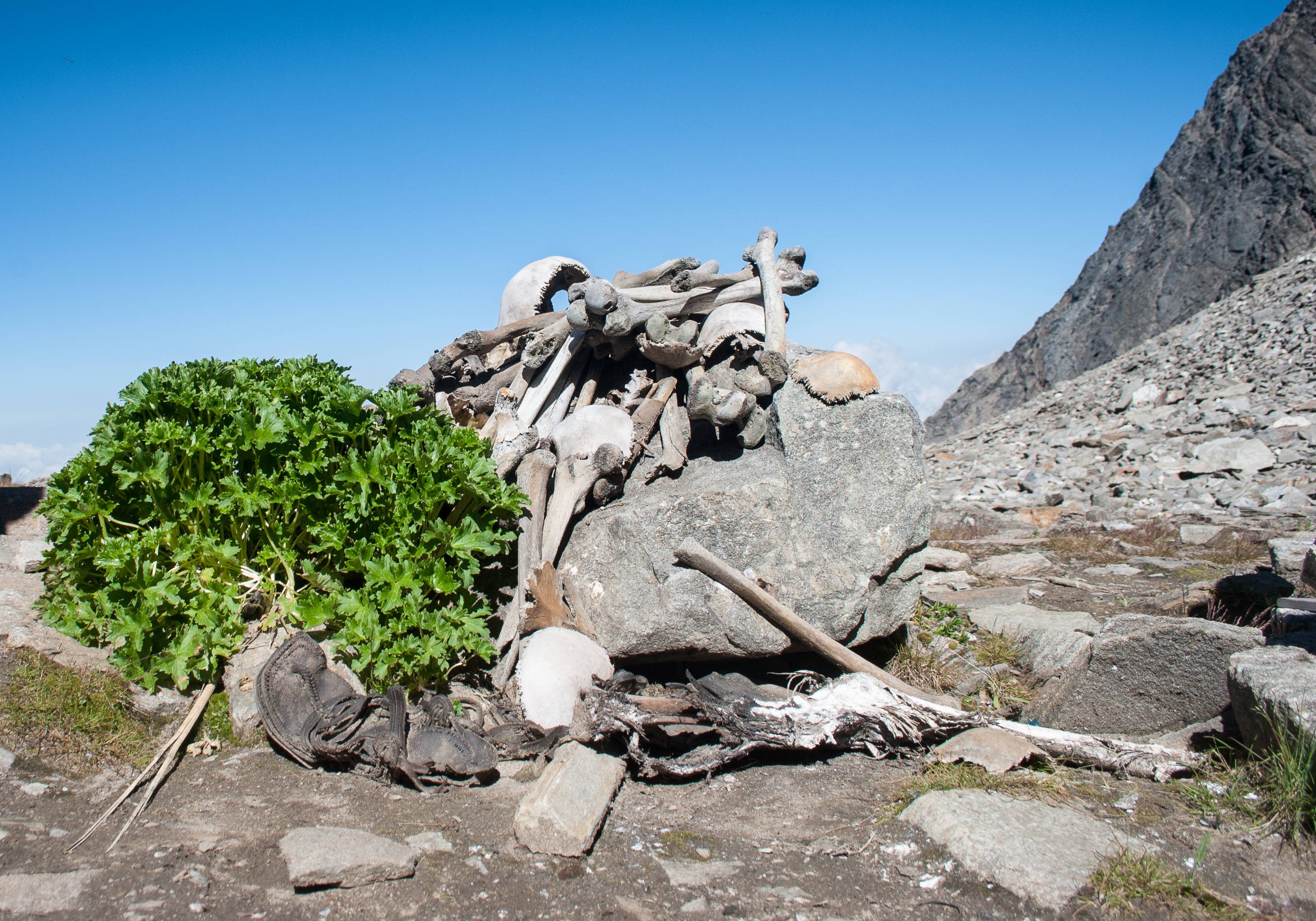
Кістки на березі озера Роопкунд

З кінця XIX століття ходили чутки, що на березі цього важкодоступного озера лежить величезна кількість людських скелетів. У 1942 році H. K. Madhwal дістався до озера і переконався у цьому своїми очима: на березі озера лежали рештки понад п'ятисот скелетів.
Перше датування решток було зроблене в 1960-х роках за допомогою радіовуглецевого аналізу: він показав дуже приблизний вік скелетів від п'яти до восьми століть.
У 2004 році було організовано нову спільну індо-європейську експедицію до озера. Учені виявили серед скелетів людей і коней предмети начиння, ювелірні прикраси і на подив добре збережені частини тіл. Аналіз ДНК показав, що група складалася з двох частин: люди невисокого зросту, імовірно, місцеві носильники і провідники, і люди звичайного зросту, імовірно, брахмани общини Chitpavan родом з Махараштри. Повторний радіовуглецевий аналіз, проведений в Оксфордському університеті показав дату смерті людей у 850 році ± 30 років. За допомогою генного і біологічного аналізу 82 скелетних решток в 2015 році було з'ясовано, що більшість осіб були чоловіками, що жили у VIII столітті нашої ери. У 80 індивідів був вивчений мітохондріальний геном, а 25 з них були генотиповані на аутосомні маркери. Порівняльний генетичний аналіз показав, що індивіди, загиблі у VIII столітті були з двох генетично різних груп. Більшість показали генетичну близькість до сучасного європейського і близькосхідного населення, тоді як інша група має спільні гаплогрупи з австроазіатською популяцією з північно-індійських Гімалаїв.
Спочатку висловлювалися різні гіпотези щодо причини їх смерті: заметіль, лавина, зсув, епідемія, навіть масове самогубство. Пізніші дослідження учених з Хайдарабаду, Пуни і Лондона, кісток загиблих, що вивчили ушкодження, встановили, що причиною смерті став величезний град: градини могли досягати розмірів крікетного м'яча, (cricket ball) (до 7 см у діаметрі)і на відкритому просторі у людей не було шансів врятуватися. З урахуванням сходу лавини в цьому районі, кількість членів групи могла бути до шестисот, частина з них, можливо, була знесена в озеро. У зв'язку з розрідженістю повітря і постійними низькими температурами в регіоні тіла так добре і збереглися.
Питання щодо того, хто усі ці люди і куди вони прямували, поки так і не вирішене: немає жодних історичних даних, що в цих місцях проходили які-небудь шляхи через Гімалаї. Єдиним правдоподібним поясненням здається, що загиблі були членами культу Nanda Devi і прямували на свято Nanda Devi Raj Jat.

## Туризм
Підйом до озера є досить популярним туристичним маршрутом. Саме озеро знаходиться між двома величними піками: Трісул (7120 м) і Nandghungti (6310 м), на шляху зустрічаються водоспади, гірські луги, хребти, храми. Сходження потребує від трьох до шести днів.